# Fahrenhaidt
Fahrenhaidt ist eine Musikband, die aus den beiden Berliner Musikproduzenten Erik Macholl und Andreas John besteht. Ihre Musik wird als „moderner Nature-Pop“ beschrieben.

## Bandgeschichte
Erik Macholl und Andreas John waren vorher vor allem als Produzenten und Komponisten unter dem Namen JMC Music bekannt und unter anderem für die Produktionen von Yvonne Catterfeld, The Baseballs, Cassandra Steen, Meg Pfeiffer, E Nomine und der Musik von Betty Dittrich verantwortlich.
Am 29. Januar 2015 erschien ihre erste Single Frozen Silence, gesungen von der dänischen Sängerin Amanda Pedersen. Ihr erstes Album The Book of Nature erschien am 6. Februar 2015. Der Gesang wurde von wechselnden Interpretinnen eingesungen, neben Amanda Pedersen sind auch die kanadische Singer-Songwriterin Alice Merton und Emmelie de Forest zu hören.
Fahrenhaidt hat an Unser Song für Österreich, dem deutschen Vorentscheid zum Eurovision Song Contest 2015, mit den Lied Frozen Silence, gesungen von Amanda Pedersen, teilgenommen. Man konnte sich aber nicht für die nächste Runde qualifizieren, bei der dann das Lied Mother Earth aufgeführt worden wäre, und schied aus.
Ihre zweite Singleauskopplung Lights Will Guide Me wird seit 2015 vom Onlinespiel Echo of Soul in einer Werbekampagne (TV-Spots) verwendet. Die Sängerin des Liedes ist die Dänin Amanda Pedersen.
Die beiden Produzenten waren bereits für No Angels’ Beitrag zum Eurovision Song Contest 2008 sowie für The Baseballs’ Song für Unser Song für Dänemark verantwortlich.
Songs vom Debütalbum wurden in verschiedene Werbungen verwendet: beispielsweise für das Computerspiel Echo of Soul (Lights Will Guide Me) und den Dreamworks Film „The light between the Oceans“ (In The Beginning).
Ihr zweites Album trägt den Namen Home Under The Sky. Die erste Singleauskopplung daraus ist Ich lauf, der einzige deutschsprachige Song der Band mit Cassandra Steen. 
Fahrenhaidt steht bei Universal Music unter Vertrag.

## Musikstil
Nach eigener Aussage möchte Fahrenhaidt musikalische Stadtflucht betreiben und einen Ausgleich zum hektischen Leben in den modernen Großstädten liefern. Dementsprechend ist die Musik sehr ruhig und meditativ ausgerichtet. Sie bezeichnen ihren Stil selbst als „Nature Pop“. Musikalisch handelt es sich dabei um moderne New-Age-Musik, bestehend aus Naturgeräuschen und kombiniert mit elektronischer Popmusik und akustischen Klängen. Als Gastmusiker wurden vornehmlich junge, eher unbekannte Sängerinnen engagiert. Das Online-Magazin laut.de umschrieb ihre Musik als einen „Mix aus softpoppiger Weltmusik mit esoterischen Einlagen, durchsetzt von klassisch verbrämten Piano-Einlagen.“

## Diskografie
Singles
- 2015: Frozen Silence
- 2016: Lights Will Guide Me

Alben
- 2015: The Book of Nature
- 2016: Home Under the Sky
- 2020: Memories of Tomorrow